# Легенда о Солнцах
Легенда о Солнцах — ацтекский миф из финальной части рукописи «Кодекс Чимальпопоки», созданная в начале XVII века, памятник литературы ацтеков, записанный на науатль латиницей, и восходящий к доиспанским прототипам. Название присвоено мексиканским исследователем начала XX века Ф. де Пасо-и-Тронкосо. Переведена на русский язык специалистами по доколумбовым цивилизациям Виктором Талахом и Сергеем Куприенко (Украина, Киев, 2013).

## Кодекс Чимальпопоки

### Состав кодекса
«Кодекс Чимальпопоки» делится на три части. Первые 68 страниц занимает упомянутая уже «Летопись Куаутитлана», излагающая события от «сотворения мира» до 1563 года, с добавлениями, сделанными в 1570 году. На следующих трех листах приводится составленное по-испански сочинение индейского священника Педро Понсе де Леона [Pedro Ponce de León] (1546?-1628?) «Краткое сообщение о богах и обрядах язычества» («Breve relación de los dioses y ritos de la gentilidad»). Наконец, страницы с 75 по 84 занимает текст, которому мексиканский исследователь начала XX века Ф. де Пасо-и-Тронкосо дал название «Легенда о Солнцах».

### Содержание легенды
«Легенда о Солнцах» начинается с сообщения о предыдущих мировых эпохах и, через серию мифологических и исторических эпизодов, ведет к завоеваниям последнего ацтекского правителя Монтесумы II. Это своего рода «краткий курс» всемирной истории в её индейской версии. Число и порядок мировых эпох совпадают с представленными на официальных теночтитланских памятниках, таких, как гигантский «Камень Солнц» из Мехико, «Камень Солнц» из Чикагского музея изящных искусств, «Йельский Камень Солнц». Таким образом, мы по всей видимости имеем дело с памятником, принадлежащим к ацтекской теночтитланской традиции. Частые обороты «вот это», «вот показано, как» однозначно указывают, что «Легенда о Солнцах» является записью, своеобразной стенограммой рецитации, чтения-толкования некоего пиктографического памятника. При этом начальный раздел «Легенды» (описания предыдущих мировых эпох) имеет прямые соответствия на первых страницах «Кодекса Риос» («Ватиканский кодекс 3738»), а заключительный (хронология правлений и перечень завоеваний правителей Теночтитлана) — с исторической частью «Кодекса Мендоса». И хотя оба названных кодекса созданы уже в колониальную эпоху, их пиктографическая часть в указанных разделах несомненно воспроизводит доиспанские образцы. Эпизод с рождением Солнца и Луны в Теотиуакане представлен на страницах 42-44 несомненно доиспанского «Кодекса Борджиа». Следует отметить, что текст «Легенды о Солнцах», за исключением вводной даты и двух финальных приписок, сделанных через три года после создания основного повествования, начисто лишён следов европейского влияния. Из этого можно сделать вывод, что основой для записи послужил не дошедший до нас доколониальный пиктографический документ, составленный в конце правления Монтесумы II. В «Легенде» мы встречаем целиком самобытное изложение ацтекского взгляда на прошлое мира и человечества.

## Публикации
Впервые «Легенда о Солнцах» была опубликована в 1903 году Ф. дель Пасо-и-Тронкосо. В 1938 году увидел свет немецкий перевод В. Леманна, в 1947 году — испанский перевод П. Ф. Веласкеса. В 1992 году одновременно вышли фундаментальное исследование «Кодекса Чимальпопоки» Дж. Бьерхорста с английскими переводами текстов и литературный английский перевод «Легенды», принадлежащий супругам Р. и П. Меркменам. Наконец, в 1998 году свой вариант английского перевода текста предложил В. Джинджерич.

### На русском языке
- Сказания о Солнцах. Мифы и исторические легенды науа / Ред. и пер. С. А. Куприенко, В. Н. Талах.. — Киев: Видавець Купрієнко С.А., 2014. — 377 с. — ISBN 978-617-7085-11-8.